# 24 Ore di Le Mans 2003

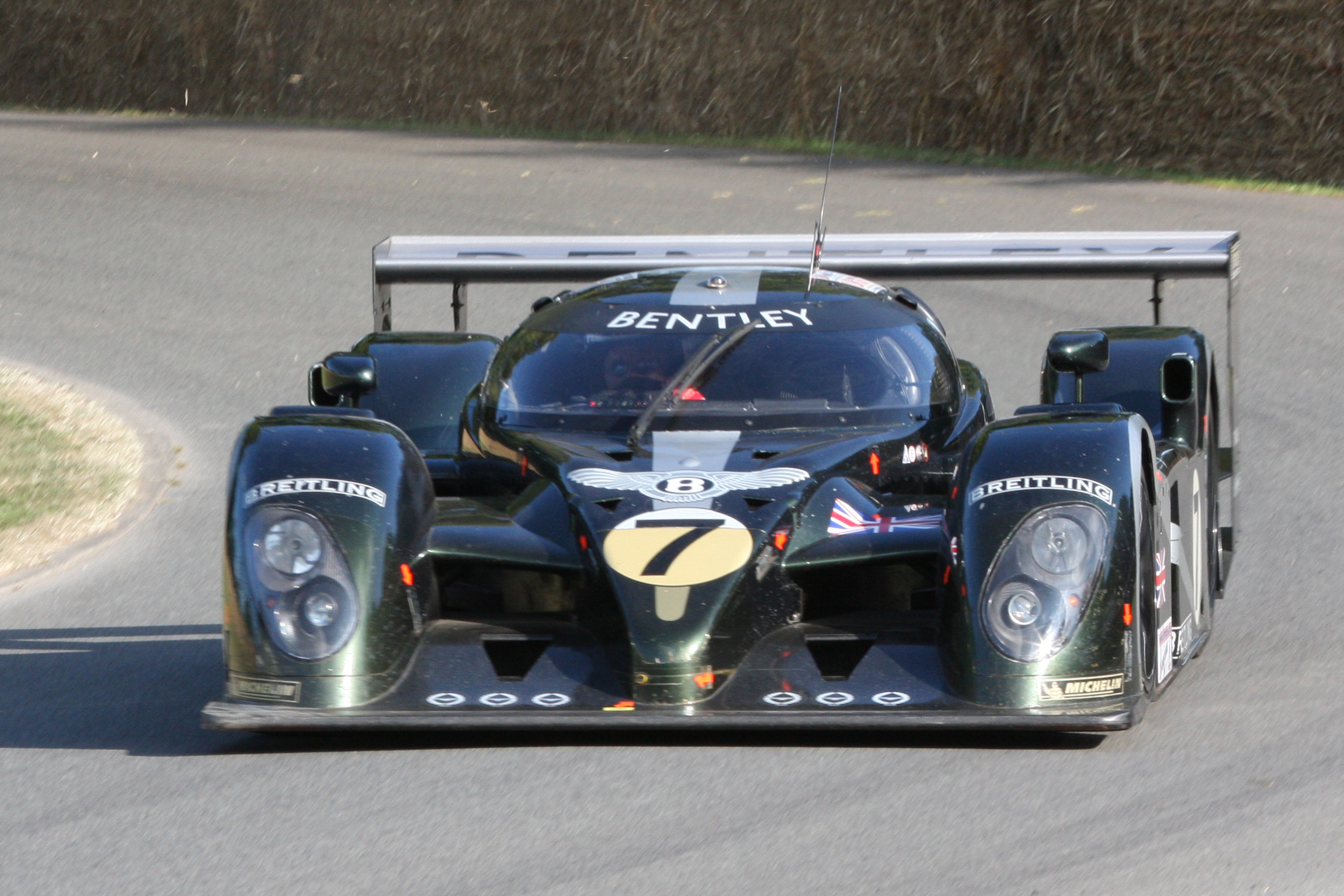
La Bentley Speed 8 #7 vincitrice della corsa

La 24 Ore di Le Mans 2003 è stata la 71ª maratona automobilistica svoltasi sul Circuit de la Sarthe di Le Mans, in Francia, il 14 e il 15 giugno 2003. Hanno gareggiato assieme 5 classi di automobili da competizione, ognuna delle quali ha avuto il suo vincitore. Le vetture più veloci, appartenenti alle classi LM-P900, LM-GTP e LM-P675, erano sportprototipi di categoria Le Mans Prototype appositamente progettati e costruiti per le gare, mentre le più lente classi GTS e GT comprendevano vetture derivate da automobili GT stradali.

## Contesto
La 24 Ore di Le Mans 2003 rappresenta per la Bentley il terzo e probabilmente anche l'ultimo tentativo di vincere la gara, dopo due edizioni di apprendistato la squadra schiera una rinnovata Speed 8, riprogettata nel telaio, aerodinamica rivista ed equipaggiata con nuovi pneumatici Michelin. L'Audi non è presente in veste ufficiale, dopo tre successi consecutivi nelle edizioni precedenti, lascia spazio alla Bentley (marchio di sua proprietà) concedendo alla squadra inglese tre dei suoi piloti migliori per guidare le due Speed 8; vi sono tuttavia 3 squadre private di alto livello che schierano ciascuna le sempre competitive Audi R8. Un altro prototipo di buon livello è la Dome motorizzata Judd del team Racing for Holland.
In questa edizione il regolamento tecnico ha imposto una riduzione delle flange sui condotti di aspirazione dei motori, comportando una diminuzione delle potenze nell'ordine del 10%. La Bentley appartenendo alla classe LM-GTP dispone per regolamento di maggior potenza, ma anche di pneumatici con un battistrada più stretto, per battere le sport LMP-900 deve riuscire a costruire un margine di vantaggio sufficientemente ampio considerando che dovrà necessariamente compiere più soste a box in virtù dei maggiori consumi di carburante e per il maggior deterioramento delle proprie gomme.

## Gara
Le Bentley molto competitive partono in pole position, impongono subito un ritmo elevato, le tre Audi R8 Sport private, non sono in grado di impensierirli come tempi sul giro, possono solo cercare di limitare i distacchi; grave errore di Frank Biela che, nel tentativo di tener testa alle Bentley puntando su una strategia di consumo minimo, si arresta poco dopo Mulsanne con il serbatoio della benzina vuoto dopo appena 15 giri di gara, a meno di 5 km dai box.
Alla fine le due Bentley, senza avversari in grado di impensierirli, conquistano agevolmente il primo e secondo posto assoluti, la vittoria va all'equipaggio Guy Smith, Rinaldo Capello e Tom Kristensen, le Audi arrivano terza e quarta. Questo risultato è il coronamento del progetto iniziale, dopo tale risultato la Bentley si ritira dalle competizioni. Con la vittoria del 2003 salgono a sei i trionfi Bentley alla 24 Ore di Le Mans, dopo le cinque vittorie ottenute tra il 1924 e il 1930.

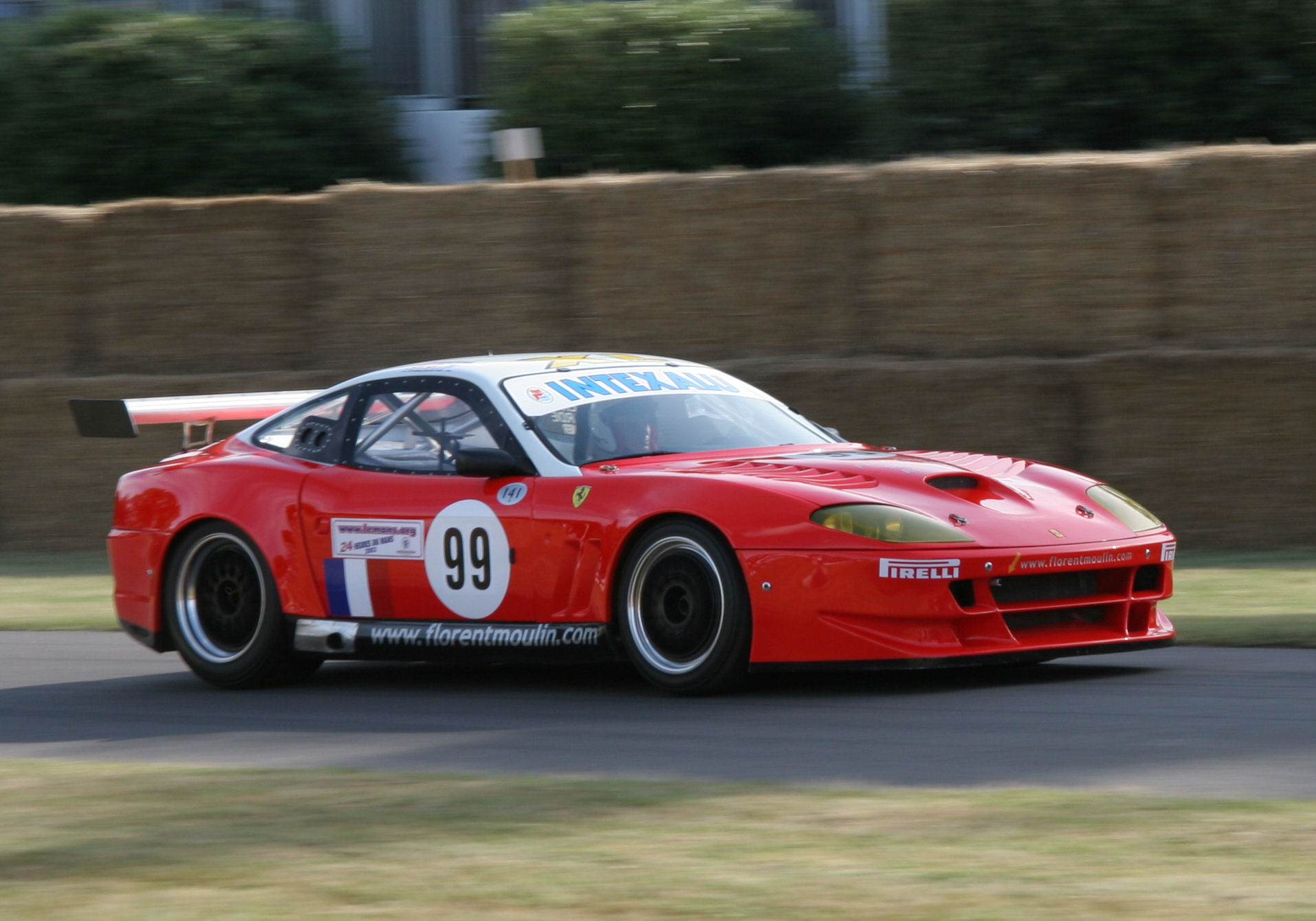
La Ferrari 550 Maranello #99

Nella classe GTS, quella delle Granturismo più veloci, la Ferrari (altro marchio prestigioso da tempo assente) coglie una bella vittoria grazie alla 550 Maranello allestita dal team inglese Prodrive di David Richards e pilotata da Tomáš Enge, Peter Kox e Jamie Davies, che concludono al decimo posto assoluto. Tale vettura, quindi, non è espressione del reparto corse di Maranello, ma frutto di un'iniziativa privata, riesce tuttavia a battere la squadra ufficiale Corvette Racing, che piazza le sue due vetture all'undicesimo e dodicesimo posto assoluto, a dieci giri di distacco dalla Ferrari.
Nelle altre classi, vittoria alla Porsche 996 GT3-RS del team Alex Job Racing tra le GT, che riesce a mettersi alle spalle i vincitori della classe LMP675 (i prototipi più piccoli), cioè la Reynard spinta dal motore Volkswagen 2.0L Turbo del Noël del Bello Racing.

## Classifica finale
I vincitori di Classe sono marcati in grassetto. Le vetture che hanno terminato la gara ma non hanno coperto il 75% della distanza del vincitore sono considerate non classificate (NC).
| Pos         | Classe | N° | Squadra                                 | Piloti                                                    | Vettura                                 | Pneumatici | Giri |
| Pos         | Classe | N° | Squadra                                 | Piloti                                                    | Motore                                  | Pneumatici | Giri |
| ----------- | ------ | -- | --------------------------------------- | --------------------------------------------------------- | --------------------------------------- | ---------- | ---- |
| 1           | LMGTP  | 7  | Team Bentley                            | Rinaldo Capello Tom Kristensen Guy Smith                  | Bentley Speed 8                         | M          | 377  |
| 1           | LMGTP  | 7  | Team Bentley                            | Rinaldo Capello Tom Kristensen Guy Smith                  | Bentley 4.0L Turbo V8                   | M          | 377  |
| 2           | LMGTP  | 8  | Team Bentley                            | Mark Blundell David Brabham Johnny Herbert                | Bentley Speed 8                         | M          | 375  |
| 2           | LMGTP  | 8  | Team Bentley                            | Mark Blundell David Brabham Johnny Herbert                | Bentley 4.0L Turbo V8                   | M          | 375  |
| 3           | LMP900 | 6  | Champion Racing                         | JJ Lehto Emanuele Pirro Stefan Johansson                  | Audi R8                                 | M          | 372  |
| 3           | LMP900 | 6  | Champion Racing                         | JJ Lehto Emanuele Pirro Stefan Johansson                  | Audi 3.6L Turbo V8                      | M          | 372  |
| 4           | LMP900 | 5  | Audi Sport Japan Team Goh               | Seiji Ara Jan Magnussen Marco Werner                      | Audi R8                                 | M          | 370  |
| 4           | LMP900 | 5  | Audi Sport Japan Team Goh               | Seiji Ara Jan Magnussen Marco Werner                      | Audi 3.6L Turbo V8                      | M          | 370  |
| 5           | LMP900 | 11 | JML Team Panoz                          | Olivier Beretta Gunnar Jeanette Max Papis                 | Panoz LMP01 Evo                         | M          | 360  |
| 5           | LMP900 | 11 | JML Team Panoz                          | Olivier Beretta Gunnar Jeanette Max Papis                 | Élan 6L8 6.0L V8                        | M          | 360  |
| 6           | LMP900 | 15 | Racing for Holland                      | Jan Lammers John Bosch Andy Wallace                       | Dome S101                               | M          | 360  |
| 6           | LMP900 | 15 | Racing for Holland                      | Jan Lammers John Bosch Andy Wallace                       | Judd GV4 4.0L V10                       | M          | 360  |
| 7           | LMP900 | 13 | Courage Compétition                     | Jonathan Cochet Stéphane Grégoire Jean-Marc Gounon        | Courage C60                             | M          | 360  |
| 7           | LMP900 | 13 | Courage Compétition                     | Jonathan Cochet Stéphane Grégoire Jean-Marc Gounon        | Judd GV4 4.0L V10                       | M          | 360  |
| 8           | LMP900 | 17 | Pescarolo Sport                         | Jean-Christophe Boullion Franck Lagorce Stéphane Sarrazin | Courage C60                             | M          | 356  |
| 8           | LMP900 | 17 | Pescarolo Sport                         | Jean-Christophe Boullion Franck Lagorce Stéphane Sarrazin | Peugeot 3.2L Turbo V6                   | M          | 356  |
| 9           | LMP900 | 18 | Pescarolo Sport                         | Éric Hélary Nicolas Minassian Soheil Ayari                | Courage C60                             | M          | 352  |
| 9           | LMP900 | 18 | Pescarolo Sport                         | Éric Hélary Nicolas Minassian Soheil Ayari                | Peugeot 3.2L Turbo V6                   | M          | 352  |
| 10          | GTS    | 88 | Veloqx Prodrive Racing                  | Tomáš Enge Peter Kox Jamie Davies                         | Ferrari 550-GTS Maranello               | M          | 336  |
| 10          | GTS    | 88 | Veloqx Prodrive Racing                  | Tomáš Enge Peter Kox Jamie Davies                         | Ferrari F133 5.9L V12                   | M          | 336  |
| 11          | GTS    | 50 | Corvette Racing                         | Oliver Gavin Kelly Collins Andy Pilgrim                   | Chevrolet Corvette C5-R                 | G          | 326  |
| 11          | GTS    | 50 | Corvette Racing                         | Oliver Gavin Kelly Collins Andy Pilgrim                   | Chevrolet 7.0L V8                       | G          | 326  |
| 12          | GTS    | 53 | Corvette Racing                         | Ron Fellows Johnny O'Connell Franck Freon                 | Chevrolet Corvette C5-R                 | G          | 326  |
| 12          | GTS    | 53 | Corvette Racing                         | Ron Fellows Johnny O'Connell Franck Freon                 | Chevrolet 7.0L V8                       | G          | 326  |
| 13          | LMP900 | 9  | Kondo Racing                            | Masahiko Kondo Ukyo Katayama Ryo Fukuda                   | Dome S101                               | Y          | 322  |
| 13          | LMP900 | 9  | Kondo Racing                            | Masahiko Kondo Ukyo Katayama Ryo Fukuda                   | Mugen MF408S 4.0L V8                    | Y          | 322  |
| 14          | GT     | 93 | Alex Job Racing Petersen Motorsports    | Sascha Maassen Emmanuel Collard Lucas Luhr                | Porsche 996 GT3-RS                      | M          | 320  |
| 14          | GT     | 93 | Alex Job Racing Petersen Motorsports    | Sascha Maassen Emmanuel Collard Lucas Luhr                | Porsche 3.6L Flat-6                     | M          | 320  |
| 15          | LMP675 | 29 | Noël del Bello Racing                   | Jean-Luc Maury-Laribière Christophe Pillon Didier André   | Reynard 2KQ-LM                          | M          | 319  |
| 15          | LMP675 | 29 | Noël del Bello Racing                   | Jean-Luc Maury-Laribière Christophe Pillon Didier André   | Volkswagen HPT16 2.0L Turbo I4          | M          | 319  |
| 16          | GTS    | 86 | Larbre Compétition                      | Patrice Goueslard Christophe Bouchut Steve Zacchia        | Chrysler Viper GTS-R                    | M          | 317  |
| 16          | GTS    | 86 | Larbre Compétition                      | Patrice Goueslard Christophe Bouchut Steve Zacchia        | Chrysler 8.0L V10                       | M          | 317  |
| 17          | GT     | 87 | Orbit Racing                            | Leo Hindery, Jr. Peter Baron Marc Lieb                    | Porsche 996 GT3-RS                      | M          | 314  |
| 17          | GT     | 87 | Orbit Racing                            | Leo Hindery, Jr. Peter Baron Marc Lieb                    | Porsche 3.6L Flat-6                     | M          | 314  |
| 18          | GT     | 75 | Thierry Perrier Perspective Racing      | Michel Neugarten Nigel Smith Ian Khan                     | Porsche 996 GT3-RS                      | P          | 305  |
| 18          | GT     | 75 | Thierry Perrier Perspective Racing      | Michel Neugarten Nigel Smith Ian Khan                     | Porsche 3.6L Flat-6                     | P          | 305  |
| 19          | GT     | 77 | Team Taisan Advan                       | Atsushi Yogo Akira Iida Kazuyoshi Nishizawa               | Porsche 996 GT3-RS                      | Y          | 304  |
| 19          | GT     | 77 | Team Taisan Advan                       | Atsushi Yogo Akira Iida Kazuyoshi Nishizawa               | Porsche 3.6L Flat-6                     | Y          | 304  |
| 20          | GT     | 81 | The Racer's Group                       | Kevin Buckler Timo Bernhard Jörg Bergmeister              | Porsche 996 GT3-RS                      | M          | 304  |
| 20          | GT     | 81 | The Racer's Group                       | Kevin Buckler Timo Bernhard Jörg Bergmeister              | Porsche 3.6L Flat-6                     | M          | 304  |
| 21          | GTS    | 72 | Luc Alphand Aventures                   | Luc Alphand Jérôme Policand Frédéric Dor                  | Ferrari 550-GTS Maranello               | M          | 298  |
| 21          | GTS    | 72 | Luc Alphand Aventures                   | Luc Alphand Jérôme Policand Frédéric Dor                  | Ferrari F133 6.0L V12                   | M          | 298  |
| 22          | GTS    | 64 | Graham Nash Motorsport Ray Mallock Ltd. | Pedro Chaves Thomas Erdos Mike Newton                     | Saleen S7-R                             | D          | 292  |
| 22          | GTS    | 64 | Graham Nash Motorsport Ray Mallock Ltd. | Pedro Chaves Thomas Erdos Mike Newton                     | Ford 7.0L V8                            | D          | 292  |
| 23          | LMP675 | 26 | RN Motorsport Ltd.                      | John Nielsen Hayanari Shimoda Casper Elgaard              | DBA4 03S                                | D          | 288  |
| 23          | LMP675 | 26 | RN Motorsport Ltd.                      | John Nielsen Hayanari Shimoda Casper Elgaard              | Zytek ZG348 3.4L V8                     | D          | 288  |
| 24          | GT     | 78 | PK Sport, Ltd.                          | Robin Liddell David Warnock Piers Masarati                | Porsche 996 GT3-RS                      | P          | 285  |
| 24          | GT     | 78 | PK Sport, Ltd.                          | Robin Liddell David Warnock Piers Masarati                | Porsche 3.6L Flat-6                     | P          | 285  |
| 25          | LMP900 | 19 | Automotive Durango SRL                  | Sylvain Boulay Michele Rugolo Jean-Bernard Bouvet         | Durango LMP1                            | D          | 277  |
| 25          | LMP900 | 19 | Automotive Durango SRL                  | Sylvain Boulay Michele Rugolo Jean-Bernard Bouvet         | Judd GV4 4.0L V10                       | D          | 277  |
| 26          | GT     | 70 | JMB Racing                              | David Terrien Fabrizio de Simone Fabio Babini             | Ferrari 360 Modena GT                   | P          | 273  |
| 26          | GT     | 70 | JMB Racing                              | David Terrien Fabrizio de Simone Fabio Babini             | Ferrari F131 3.6L V8                    | P          | 273  |
| 27          | GT     | 94 | Risi Competizione                       | Anthony Lazzaro Ralf Kelleners Terry Borcheller           | Ferrari 360 Modena GT                   | M          | 269  |
| 27          | GT     | 94 | Risi Competizione                       | Anthony Lazzaro Ralf Kelleners Terry Borcheller           | Ferrari F131 3.6L V8                    | M          | 269  |
| 28          | GT     | 84 | T2M Motorsport                          | Vanina Ickx Roland Bervillé Patrick Bourdais              | Porsche 996 GT3-RS                      | M          | 264  |
| 28          | GT     | 84 | T2M Motorsport                          | Vanina Ickx Roland Bervillé Patrick Bourdais              | Porsche 3.6L Flat-6                     | M          | 264  |
| 29          | LMP675 | 24 | Welter Racing                           | Yojiro Terada Olivier Porta Gavin Pickering               | WR LMP01                                | M          | 235  |
| 29          | LMP675 | 24 | Welter Racing                           | Yojiro Terada Olivier Porta Gavin Pickering               | Peugeot 2.0L Turbo I4                   | M          | 235  |
| 30          | GT     | 85 | ST Team Orange SA Spyker                | Norman Simon Tom Coronel Hans Hugenholtz                  | Spyker C8 Double-12R                    | D          | 229  |
| 30          | GT     | 85 | ST Team Orange SA Spyker                | Norman Simon Tom Coronel Hans Hugenholtz                  | Audi 4.0L V8                            | D          | 229  |
| NC          | LMP900 | 16 | Racing for Holland                      | Felipe Ortiz Beppe Gabbiani Tristan Gommendy              | Dome S101                               | M          | 316  |
| NC          | LMP900 | 16 | Racing for Holland                      | Felipe Ortiz Beppe Gabbiani Tristan Gommendy              | Judd GV4 4.0L V10                       | M          | 316  |
| NC          | LMP900 | 12 | JML Team Panoz                          | Benjamin Leuenberger David Saelens Scott Maxwell          | Panoz LMP01 Evo                         | M          | 233  |
| NC          | LMP900 | 12 | JML Team Panoz                          | Benjamin Leuenberger David Saelens Scott Maxwell          | Élan 6L8 6.0L V8                        | M          | 233  |
| NC          | GTS    | 68 | Scorp Motorsport Communication          | Luis Marques Olivier Thévenin Denis Dupuis                | Chrysler Viper GTS-R                    | D          | 229  |
| NC          | GTS    | 68 | Scorp Motorsport Communication          | Luis Marques Olivier Thévenin Denis Dupuis                | Chrysler 8.0L V10                       | D          | 229  |
| NC          | GT     | 99 | XL Racing                               | Ange Barde Michel Ferté Gaël Lasoudier                    | Ferrari 550 Maranello                   | P          | 227  |
| NC          | GT     | 99 | XL Racing                               | Ange Barde Michel Ferté Gaël Lasoudier                    | Ferrari F131 5.5L V12                   | P          | 227  |
| NC          | LMP900 | 4  | Riley & Scott Racing                    | Jim Matthews Marc Goossens Christophe Tinseau             | Riley & Scott MkIIIC                    | M          | 214  |
| NC          | LMP900 | 4  | Riley & Scott Racing                    | Jim Matthews Marc Goossens Christophe Tinseau             | Ford (Yates) 6.0L V8                    | M          | 214  |
| NC          | LMP675 | 25 | Welter Racing                           | Bastien Brière Jean-René de Fournoux Stéphane Daoudi      | WR LMP02                                | M          | 176  |
| NC          | LMP675 | 25 | Welter Racing                           | Bastien Brière Jean-René de Fournoux Stéphane Daoudi      | Peugeot 3.0L V6                         | M          | 176  |
| NC          | GTS    | 80 | Veloqx Prodrive Racing                  | Anthony Davidson Kelvin Burt Darren Turner                | Ferrari 550-GTS Maranello               | M          | 176  |
| NC          | GTS    | 80 | Veloqx Prodrive Racing                  | Anthony Davidson Kelvin Burt Darren Turner                | Ferrari F131 5.9L V12                   | M          | 176  |
| NC          | LMP900 | 14 | Team Nasamax McNeil Engineering         | Romain Dumas Robbie Sterling Werner Lupberger             | Reynard 01Q                             | G          | 138  |
| NC          | LMP900 | 14 | Team Nasamax McNeil Engineering         | Romain Dumas Robbie Sterling Werner Lupberger             | Cosworth XDE 2.7L Turbo V8 (Bioetanolo) | G          | 138  |
| NC          | GT     | 95 | Risi Competizione                       | Shane Lewis Butch Leitzinger Johnny Mowlem                | Ferrari 360 Modena GT                   | Y          | 138  |
| NC          | GT     | 95 | Risi Competizione                       | Shane Lewis Butch Leitzinger Johnny Mowlem                | Ferrari F133 3.6L V8                    | Y          | 138  |
| NC          | GT     | 83 | Seikel Motorsport                       | Anthony Burgess David Shep Andrew Bagnall                 | Porsche 996 GT3-RS                      | Y          | 134  |
| NC          | GT     | 83 | Seikel Motorsport                       | Anthony Burgess David Shep Andrew Bagnall                 | Porsche 3.6L Flat-6                     | Y          | 134  |
| NC          | LMP675 | 27 | Intersport Racing                       | Jon Field Duncan Dayton Rick Sutherland                   | MG-Lola EX257                           | G          | 107  |
| NC          | LMP675 | 27 | Intersport Racing                       | Jon Field Duncan Dayton Rick Sutherland                   | MG (AER) XP20 2.0L Turbo I4             | G          | 107  |
| NC          | GT     | 92 | Dewalt Racesports Salisbury             | Mike Jordan Michael Caine Tim Sugden                      | TVR Tuscan T400R                        | D          | 93   |
| NC          | GT     | 92 | Dewalt Racesports Salisbury             | Mike Jordan Michael Caine Tim Sugden                      | TVR Speed Six 4.0L I6                   | D          | 93   |
| NC          | GTS    | 66 | Konrad Motorsport                       | Franz Konrad Toni Seiler Walter Brun                      | Saleen S7-R                             | D          | 91   |
| NC          | GTS    | 66 | Konrad Motorsport                       | Franz Konrad Toni Seiler Walter Brun                      | Ford 7.0L V8                            | D          | 91   |
| NC          | LMP900 | 21 | Edouard Sezionale                       | Patrice Roussel Edouard Sezionale Lucas Lasserre          | Norma M2000-2                           | D          | 82   |
| NC          | LMP900 | 21 | Edouard Sezionale                       | Patrice Roussel Edouard Sezionale Lucas Lasserre          | Ford (Roush) 6.0L V8                    | D          | 82   |
| NC          | LMP675 | 31 | Courage Compétition                     | David Hallyday Philippe Alliot Carl Rosenblad             | Courage C65                             | M          | 41   |
| NC          | LMP675 | 31 | Courage Compétition                     | David Hallyday Philippe Alliot Carl Rosenblad             | JPX 3.4L V6                             | M          | 41   |
| NC          | LMP900 | 10 | Audi Sport UK Arena Motorsport          | Frank Biela Perry McCarthy Mika Salo                      | Audi R8                                 | M          | 28   |
| NC          | LMP900 | 10 | Audi Sport UK Arena Motorsport          | Frank Biela Perry McCarthy Mika Salo                      | Audi 3.6L Turbo V8                      | M          | 28   |
| NC          | LMP675 | 23 | Team Bucknum Racing                     | Jeff Bucknum Bryan Willman Chris McMurry                  | Pilbeam MP91                            | D          | 27   |
| NC          | LMP675 | 23 | Team Bucknum Racing                     | Jeff Bucknum Bryan Willman Chris McMurry                  | JPX 3.4L V6                             | D          | 27   |
| NC          | GT     | 91 | Dewalt Racesport Salisbury              | Rob Barff Richard Hay Richard Stanton                     | TVR Tuscan T400R                        | D          | 11   |
| NC          | GT     | 91 | Dewalt Racesport Salisbury              | Rob Barff Richard Hay Richard Stanton                     | TVR Speed Six 4.0L I6                   | D          | 11   |
| NC          | GTS    | 61 | Carsport America                        | Mike Hezemans Anthony Kumpen David Hart                   | Pagani Zonda GR                         | P          | 10   |
| NC          | GTS    | 61 | Carsport America                        | Mike Hezemans Anthony Kumpen David Hart                   | Mercedes-Benz AMG 6.0L V12              | P          | 10   |
| Non partita | LMP900 | 20 | Lister Racing                           | Jamie Campbell-Walter Nathan Kinch Vincent Vosse          | Lister Storm LMP                        | D          | -    |
| Non partita | LMP900 | 20 | Lister Racing                           | Jamie Campbell-Walter Nathan Kinch Vincent Vosse          | Chevrolet LS1 6.0L V8                   | D          | -    |

### Statistiche
- Pole Position — numero 7 Team Bentley — 3:32.843
- Giro più veloce — numero 8 Team Bentley — 3:35.529
- Distanza — 5.146,05 km
- Velocità media di gara — 214,33 km/h
- Velocità massima - Dome Mugen & Dome Judd - 337 km/h (in qualifica)